# Lissodendoryx dendyi
Lissodendoryx dendyi är en svampdjursart som först beskrevs av Thomas Whitelegge 1901.  Lissodendoryx dendyi ingår i släktet Lissodendoryx och familjen Coelosphaeridae. Inga underarter finns listade i Catalogue of Life.